# Parragh László
Parragh László (Und, 1962. június 27. –) magyar gazdasági szakember, vállalkozó. 2000-tól 2024-ig a Magyar Kereskedelmi és Iparkamara elnöke, 2017 óta a Nemzeti Versenyképességi Tanács tagja. A 2020-as Befolyás-barométer szerint ő Magyarország 38. legbefolyásosabb személye.

## Életpályája
Felsőfokú tanulmányait 1983-ban kezdte meg a pécsi Tanárképző Főiskola történelem-orosz tanár szakán, de végül a Janus Pannonius Tudományegyetem állam és jogtudományi karán fejezte be 1988-ban, Cum laude fokozattal. A Szovjetunióban és a Német Szövetségi Köztársaságban is volt cserediák. Első munkahelye a háztartási és szórakoztató elektronikai cikkeket forgalmazó osztrák cég, a Vadas GmbH volt.
1989-ben nyitotta meg első üzletét Budapesten, amely fürdőszoba-berendezéseket forgalmazott. Ugyanebben az évben alakította meg saját cégét, a mai Parragh Kereskedelmi és Holding Rt. jogelődjét. A Magyar Gyáriparosok Országos Szövetségének 1993-ban lett tagja, egy évvel később e szervezetben alelnökké választották. 1994 és 2000 között a Magyar Burkolóanyag- és Épületszerelvény Kereskedők Országos Szervezetének elnöke, 1997-től 2003-ig pedig a Zala Megyei Iparcikk Kereskedelmi Rt. igazgatóságának tagja.
Az 1998-as választásokat követően Orbán Viktor felkérésre a miniszterelnök közvetlen gazdasági tanácsadó testületének tagja. 2000-ben a megújuló Magyar Kereskedelmi és Iparkamara elnökének választották. Ezen tisztséget 2024-ig töltötte be.
2001-től az Üzleti 7 című hetilap szerkesztőbizottságának elnöke. 2002 óta az EXIM Bank Rt., MEHIB Rt. igazgatóságának tagja. 2002-től a GYSEV Rt. igazgatóságának tagja, 2003-tól alelnöke. 2002-től 2003-ig a Magyar Kereskedelmi és Iparkamara és a Vállalkozók Országos Szövetsége által alapított KAVOSZ Rt. elnöke, 2003 óta a Felügyelő Bizottság elnöke. 2014. szeptember 30-tól az MKB Bank igazgatóságának külső tagja. 2017. március 23-tól a Nemzeti Versenyképességi Tanács tagja.

## Személyét érintő kritikák
Nagy vitát váltott ki az a 2017. június 8-án tett kijelentése, amelyben óriási hibának nevezte, hogy az önkormányzatok „nem mernek” gimnáziumokat bezárni, és emiatt egyre kevesebben jelentkeznek érettségit nem adó szakiskolába. Arról azonban nem beszélt, hogy az iskolákat nem az önkormányzatok tartják fenn, így lehetőségük sincs a bezárásra.
Többen kritizálták a vállalkozók kötelező kamarai tagdíja miatt is, amely bár alacsony, de ennek fejében a kamarai tagok gyakorlatilag semmilyen szolgáltatást nem kapnak, emellett fölöslegesen bonyolítja az adminisztrációt is. A tagdíjat Parragh a koronavírus-járvány idején sem volt hajlandó elengedni, amit azzal indokolt, hogy „ha valaki nem tud egy év alatt ötezer forintot kifizetni, akkor ne menjen vállalkozni”.
Tiltakozást váltott ki a javaslatára bevezetett törvény, melynek értelmében a kata keretén belül működő kisadózó vállalkozókra 40%-os különadót vetnek ki, amennyiben egy ügyfélnek évi 3 000 000 forint felett számláznak. A rejtett munkaviszonnyal szembeni fellépésnek szánt törvény sok olyan vállalkozót is érint, akik nem dolgoznak rejtett munkaviszonyban. A „Lex Parragh”-ként elhíresült és többek által büntetőadónak nevezett törvényt külön kritizálták amiatt, hogy a sokak életét egyébként is nehezítő koronavírus-járvány idején sikerült meghozni.
Szintén nagy vitát váltott ki 2021. augusztus 30-án Csongrádon, a Szentháromság téren tartott tanévnyitó ünnepségen tartott évnyitó beszéde, amelyből kitűnt homofób gondolkodásmódja.
2022. május 26-án a Népszavában megjelent interjújában egyebek mellett a béremelésekkel kapcsolatban arról beszélt, a béreken túl „sokféle motiváció” létezik a különböző szakmacsoportoknál, a tanároknak például „ott a szabad nyár”, egy tűzoltót pedig „motiválhat a társadalmi megbecsültség és az adrenalin-löket”.

## Családja
Felesége, Parragh Bianka volt, a Nemzeti Közszolgálati Egyetem adjunktusa, elváltak. 2017-2023 között a Magyar Nemzeti Bank Monetáris Tanácsának a tagja.

## Díjai, elismerései
- A Magyar Érdemrend középkeresztje a csillaggal (2023)

## Külső hivatkozások
- Parragh László a Gazdasági és Szociális Tanács honlapján[halott link]
- Parragh László: Talán még az adószintnél is fontosabb a kiszámíthatóság a gazdaságban
- Parragh László a Magyar Kereskedelmi és Iparkamara honlapján
- Parragh László az FN.hu-n